# Несвитаево
Несвитаево — деревня в Сергиево-Посадском районе Московской области России, входит в состав городского поселения Богородское.

## Население
| 1835 | 1850 | 1857 | 1859 | 1905 | 1926 | 2002 | 2006 |
| ---- | ---- | ---- | ---- | ---- | ---- | ---- | ---- |
| 41   | ↗49  | ↗52  | ↘50  | ↗73  | →73  | ↘0   | →0   |
| 2010 |      |      |      |      |      |      |      |
| →0   |      |      |      |      |      |      |      |

## География
Деревня Несвитаево расположена на севере Московской области, в восточной части Сергиево-Посадского района, примерно в 74 км к северу от Московской кольцевой автодороги и 21,5 км к северу от станции Сергиев Посад Ярославского направления Московской железной дороги, на восточном берегу водохранилища Загорской ГАЭС на реке Кунье.
В 9 км юго-восточнее деревни проходит Ярославское шоссе М8, в 14 км к югу — Московское большое кольцо А108, в 35 км к западу — автодорога Р112. Ближайшие населённые пункты — рабочий посёлок Богородское, село Выпуково, деревни Жерлово и Сметьёво.

## История
…Насвитаево, а въ ней монастырскихъ плотниковъ два двора, крестьянъ 2 двора, бобылей 1 дворъ да 1 дворъ пустой, пашни худые земли 6 чети да перелогу 12 чети да лѣсом поросло 33 чети въ полѣ, сѣна 60 копенъ, лѣсу непашеннаго 2 десятины…— писцовые книги 1627—1631 гг.
В «Списке населённых мест» 1862 года — казённая деревня 2-го стана Александровского уезда Владимирской губернии по правую сторону Никольского просёлочного тракта от Никольского перевоза через реку Дубну в город Александров, в 38 верстах от уездного города и 12 верстах от становой квартиры, при колодце, с 6 дворами и 50 жителями (25 мужчин, 25 женщин).
По данным на 1905 год — деревня Рогачёвской волости Александровского уезда с 11 дворами и 73 жителями.
По материалам Всесоюзной переписи населения 1926 года — деревня Сметьёвского сельсовета Рогачёвской волости Сергиевского уезда Московской губернии в 10,7 км от Ярославского шоссе и 28,8 км от станции Сергиево Северной железной дороги; проживало 73 человека (35 мужчин, 38 женщин), насчитывалось 14 хозяйств (13 крестьянских).
С 1929 года — населённый пункт Московской области в составе:
- Выпуковского сельсовета Сергиевского района (1929—1930)[13],
- Выпуковского сельсовета Загорского района (1930—1963, 1965—1984)[14][15][16],
- Выпуковского сельсовета Мытищинского укрупнённого сельского района (1963—1965)[14],
- рабочего посёлка Богородское Загорского района, административное подчинение (1984—1991)[15],
- рабочего посёлка Богородское Сергиево-Посадского района, административное подчинение (1991—2006)[15],
- городского поселения Богородское Сергиево-Посадского района (2006 — н. в.)[17].